# Campbell Walsh
Campbell Walsh (* 26. listopadu 1977 Glasgow, Skotsko) je britský vodní slalomář, kajakář závodící v kategorii K1.
Na mistrovstvích světa získal v individuálních závodech dva bronzy (2006, 2007) a v závodech hlídek jedno stříbro (2009). Z evropských šampionátů si přivezl dvě zlaté (K1 – 2008, K1 družstva – 2009), jednu stříbrnou (K1 družstva – 2004) a dvě bronzové medaile (K1 – 2007, K1 družstva – 2007). V roce 2004 vyhrál celkové pořadí Světového poháru v kategorii K1. Dvakrát startoval na letní olympiádě, v Athénách 2004 vybojoval stříbro, o čtyři roky později v Pekingu skončil patnáctý.